# Tracy Beaker kommer tillbaka
Tracy Beaker Returns (på svenska översatt till "Tracy Beaker kommer tillbaka") är en brittisk dramaserie vars första säsong sändes först 2010. I Sverige har den visats på Barnkanalen. Serien är en fortsättning på tidigare serier om Tracy Beaker, som i sin tur baseras på böcker av Jacqueline Wilson. Serien har blivit dubbad till svenska.

## Handling
När Tracy Beaker olovligen använder sin adoptivmamma Cams kreditkort för att publicera sin självbiografi blir hon skyldig henne pengar. Av en tillfällighet hamnar hon på det barnhem hon växt upp på och tar sedan jobb där för att tjäna pengar tills hon kan betala tillbaka sin skuld till Cam. Hon återförenas med föreståndaren Mike som jobbat där då hon var liten men lär även känna de nya barn och ungdomar som nu bor där. Hon utvecklar en relation till var och en, och till slut är frågan var hon vill vara i livet; på barnhemmet tillsammans med sina vänner, eller i en karriär som författare.

## Karaktärer
Tracy Beaker, spelad av Dani Harmer, är seriens huvudperson. Hon tar jobb på Soptippen (barnhemmets smeknamn) för att tjäna ihop pengar och sedan betala sin skuld till Cam. Tracy är bestämd, självsäker och kan bli riktigt arg, men också omtänksam, och står för det mesta på barnens sida. Ända sedan hon var liten har hon drömt om att bli författare.
Cam Lawson, spelad av Lisa Coleman, är Tracys adoptivmamma. Hon är snäll och vänlig, och ger ofta råd till Tracy när hon har problem.
Mike Milligan, spelad av Connor Byrne, är barnhemmets föreståndare, och har känt Tracy sedan hon var ett barn. Han är snäll, vänlig och tålmodig, och försöker alltid se det goda i andra.
Gina Conway, spelad av Kay Purcell, är Soptippens föreståndarinna. Gina är mycket strikt, men förtjust i barnen. Hon kan sätta stopp för kaos när Mike inte kan det och bli riktigt arg.
Toby Coleman, spelad av John Bell, är en otursförföljd pojke som mist sina föräldrar i en bilolycka, och han tror sig bära skulden. Han tycker om att läsa serietidningar, och får i ett avsnitt en hamster som husdjur.
Lily Kettle, spelad av Jessie Williams, är en 10-årig flicka med två småsystrar vid namn Poppy och Rosie, som hon brukar berätta sagor för. När dessa adopteras lämnas Lily tillbaka till barnhemmet för att hon vägrar lämna över ansvaret på småflickorna till adoptivföräldrarna. Lily blir förkrossad och kan inte riktigt fortsätta med livet utan sina systrar.
Carmen Howle, spelad av Amy-Leigh Hickman, är en 10-årig flicka och bästa vän med Lily. Carmen överreagerar ofta och spelar då dramatisk. Hon är på barnhemmet eftersom hennes mammas pojkvän inte vill veta av henne, och hennes mamma bara sviker henne.
Liam O'Donovan, spelad av Richard Wisker, är Soptippens 13-åriga busfrö. Liam är en ledartyp som gillar att skämta, och hamnar ibland i svåra situationer på grund av sina påhitt. Han är också ganska klok och kan konsten att stötta andra. Liam möter Tracy på polisstationen i första avsnittet. Liam är desperat att tjäna pengar.
Frank Matthews, spelad av Chris Slater, är en 14-årig pojke med cerebral pares. Han är Liams bäste vän, och hjälper honom i dennes försök att tjäna pengar.
Gus Carmichael, spelad av Noah Marullo, är en nio år gammal pojke med Aspergers syndrom. Gus tänker väldigt konkret och uppfattar ofta tilltal bokstavligt. Han är en perfektionist, och om något stökas till i hans tillvaro eller inte blir som planerat får han panik. Han går ingenstans utan sitt anteckningsblock, som han skriver andras hemligheter i. Han tycker om att spela piano och vill helst inte att bli störd då han övar. Gus har lite svårt att bryta sina rutiner och har ett behov av ett schema för allt. Han vill alltid att lunchen ska börja på en exakt sekund.
Sapphire Fox, spelad av Saffron Coomber, är en 14-årig tjej som för det mesta är sur och otrevlig mot Tracy. Hon vill helst vara ifred, och verkar känna en stark ogillan mot de andra barnen. Dock har hon en stark relation till Harry, och de verkar se varandra som syskon.
Tee Taylor, spelad av Mia Mckenna Bruce, är en 9-årig flicka och Johnnys lillasyster. Hon blir ofta irriterad på sin överbeskyddande bror, men är för övrigt mycket snäll och vänlig. Hon tycker om kläder.
Johnny Taylor, spelad av Joe Maw, är en 11-årig pojke och Tee's storebror. Han är väldigt rädd om sin syster och vågar nästan inte släppa henne ur sikte. Han tappar humöret väldigt lätt, oftast när han anser något vara ett hot mot Tee.
Harry, spelad av Philip Graham Scott, är en sexårig pojke med en leksaksgiraff som han kallar Jeff. Han brukar uttrycka sina känslor via Jeff. Harry verkar leva i sin egen lilla värld och umgås sällan med de andra barnen, ett undantag är dock Sapphire som han verkar se som en storasyster.